# Верхняя Ошторма
Верхняя Ошторма (тат. Югары Оштырма) — деревня в Кукморском районе Республики Татарстан, в составе Березнякского сельского поселения.

## Этимология
Современное название деревни происходит от татарского слова «югары» (верхний) и гидронима «Оштырма» (Ошторма).

## География
Деревня находится на правом притоке реки Ошторма, в 20 км к юго-западу от районного центра — города Кукмора.

## История
Из первоисточников о деревне известно с 1710 года.
Первыми поселенцами были удмурты, впоследствии вытесненные татарами.
В сословном плане, в XVIII веке и вплоть до 1860-х годов, жителей деревни причисляли к государственным крестьянам, происходящим из ясачных татар. Их основные занятия в этот период – земледелие и скотоводство, был распространён портняжный промысел.
По сведениям из первоисточников, мечеть и мектеб существовали в деревне в начале XX столетия. В этот период земельный надел сельской общины составлял 254,9 десятин.
До 1920 года деревня относилась к Старо-Юмьинской волости Мамадышского уезда Казанской губернии. С 1920 года в составе Мамадышского кантона ТАССР. С 10 августа 1930 года в Кукморском, с 1 февраля 1963 года в Сабинском, с 12 января 1965 года в Кукморском районах.
В 1931 году в деревне была организована первая сельхозартель, с 1961 года деревня в составе колхоза «Алга» (село Березняк), с 1993 года – общества с ограниченной ответственностью «Алга», с 2009 года – общества с ограниченной ответственностью «Асанбаш» (отделение «Алга»), с 2014 года – филиала «Сэт иле – Асанбаш», с 2017 года – общества с ограниченной ответственностью «Асанбаш-Агро».

## Население
| 1748 | 1782 | 1859 | 1897 | 1908 | 1920 | 1926 | 1938 | 1949 | 1958 | 1970 | 1979 | 1989 | 2002 | 2010 | 2017 |
| ---- | ---- | ---- | ---- | ---- | ---- | ---- | ---- | ---- | ---- | ---- | ---- | ---- | ---- | ---- | ---- |
| 12   | 13   | 119  | 150  | 182  | 190  | 212  | 213  | 219  | 152  | 75   | 21   | 5    | 4    | 2    | 2    |

Национальный состав села — татары.

## Экономика
Полеводство, животноводство.